# Bogusza Brodaty
Bogusza Brodaty (XII wiek) – kasztelan kłodzki w latach 1179–1189.

## Życiorys
Nie znamy szczegółów dotyczących jego życia, natomiast pewne jest, że był słowiańskiego pochodzenia. Zajmował stanowisko kasztelana kłodzkiego za panowania księcia czeskiego Fryderyka (Bedrzycha). W tym czasie Kłodzko stanowiło już pokaźną osadę targową, położoną na zboczach Góry Zamkowej, na której znajdował się gród. Bogusza znany jest z tego, że w latach 1179–1183 na jej zachodnich zboczach zbudował drewniany kościół pw. św. Wacława, a w 1184 roku przekazał, ze wszystkim, co do niego należało, joannitom, co w 1186 roku potwierdził biskup praski Henryk Brzetysław.